# Sclerogryllus matsuurai
Sclerogryllus matsuurai är en insektsart som först beskrevs av Oshiro 1988.  Sclerogryllus matsuurai ingår i släktet Sclerogryllus och familjen syrsor. Inga underarter finns listade i Catalogue of Life.